# Попчук Марія Петрівна
Марія Петрівна Попчук (нар. 12 січня 1956, тепер Республіка Білорусь) — українська радянська діячка, прядильниця Донецького бавовняного комбінату імені XXV з'їзду КПРС. Депутат Верховної Ради УРСР 11-го скликання.

## Біографія
Освіта середня.
З 1975 року — прядильниця Донецького бавовняного комбінату імені XXV з'їзду КПРС.
Потім — на пенсії в місті Донецьку.

## Нагороди
- ордени
- медалі